# Avenida San Martín (Vicente López)
La Avenida General José de San Martín es una arteria vial del partido de Vicente López, zona norte del Gran Buenos Aires, provincia de Buenos Aires.
Nace en la costanera de Vicente Lopez y finaliza su recorrido en la Avenida de los Constituyentes al oeste del partido. Continúa como la avenida Juan María Campos en la localidad de San Andrés.

## Centro comercial
La avenida constituye el principal centro comercial de Florida junto con la Avenida Maipú. Atraviesa la Autopista Panamericana y se encuentra en inmediaciones de la Estación Florida.

## Toponimia
Recibe su nombre en homenaje al General San Martín, héroe nacional argentino cuyo liderazgo fue clave en las independencias de su país, Perú y Chile.

## Recorrido

### Vicente López
- 300: Avenida Raúl Ricardo Alfonsín, Paseo de la Costa
- 447: Grupo Scout Nuestra Señora de La Paz
- 600: Avenida Del Libertador
- 800: Calle Tapiales
- 1000: Calle Dr. Eduardo Madero
- 1200: Calle Ángel Monasterio
- 1500: Avenida Maipú, Inicio del Centro Comercial Florida

### Florida
- 1700: Calle Nicolás Avellaneda
- 1900: Calle Chacabuco
- 2100: Calle Gral. José María Paz
- 2300: Calle Ayacucho
- 2500: Calle Fray Justo Sarmiento, cercanía con Estación Florida de la Línea Mitre
- 2700: Calle Ignacio Warnes
- 2900: Calle Francisco Beiró
- 3100: Colectora Blas Parera, acceso a Autopista Panamericana, Fin del Centro Comercial Florida

### Florida Oeste
- 3400: Calle Bernardo de Irigoyen
- 3500: Avenida Bartolomé Mitre
- 3800: Calle Perú, cercanía con Estación Florida de la Línea Belgrano Norte
- 4000: Calle Carlos Pellegrini
- 4200: Calle Gral. Carlos María de Alvear
- 4400: Calle Ombú
- 4600: Calle Talcahuano
- 4650: Calle Gervasio Posadas
- 4800: Calle Blanco Encalada, Terminal del Transporte Bicentenario
- 5000: Calle Antonio Berutti, entrada a los laboratorios de Schneider Electric Argentina
- 5100: Avenida de Los Constituyentes. Fin del recorrido, Continua como la Avenida Juan María Campos en la localidad de San Andrés, Partido de General San Martin.

- Datos: Q5713676